# Kavilda jõgi
Kavilda jõgi är ett vattendrag i Estland.   Det ligger i landskapet Tartumaa, i den centrala delen av landet, 150 km sydost om huvudstaden Tallinn.